# Before the Doors: Live on I-5 Soundcheck
Before the Doors: Live on I-5 Soundcheck – siódmy minialbum amerykańskiego zespołu muzycznego Soundgarden, opublikowany 25 listopada 2011 nakładem wytwórni A&M. Ukazał się w formacie winylowym z okazji Record Store Day. 

## Lista utworów
| Nr | Tytuł utworu                                                                | Autorzy               | Długość |
| -- | --------------------------------------------------------------------------- | --------------------- | ------- |
| 1. | „No Attention” (wersja koncertowa z 5 grudnia 1996)                         | Chris Cornell         | 3:27    |
| 2. | „Never the Machine Forever” (wersja koncertowa z 5 grudnia 1996)            | Kim Thayil            | 3:36    |
| 3. | „Waiting for the Sun” (The Doors cover, wersja koncertowa z 5 grudnia 1996) | Jim Morrison          | 4:12    |
| 4. | „Room a Thousand Years Wide” (wersja koncertowa z 7 grudnia 1996)           | Thayil • Matt Cameron | 4:06    |
| 5. | „Somewhere” (wersja koncertowa z 4 grudnia 1996)                            | Ben Shepherd          | 4:21    |
|    |                                                                             |                       | 19:42   |

## Skład
Soundgarden
- Chris Cornell – śpiew, gitara rytmiczna
- Kim Thayil – gitara prowadząca
- Ben Shepherd – gitara basowa
- Matt Cameron – perkusja